# 小游戏
小游戏，指相对于大型电子游戏而言的、体积较小的游戏软件，或是是指包含在另一個遊戲內、或是附加在任何形式的顯示器內的遊戲，小遊戲總是比包含它的遊戲要來得更小或更簡單。
随着腾讯在2017年底于微信上推出微信小程序以来，小游戏渐渐在大陆地区呈现特指H5游戏的语境习惯。

## 简述
大多小遊戲是休闲游戏，他们是相对于大型电子游戏而言的小巧休闲的游戏。小游戏一般而言是免安裝的绿色软件、網頁遊戲或Flash游戏，而且檔案合計通常只有幾MB。小游戏便于在网络上流传，大多數的小游戏都是免费的。
而小遊戲大多是單人進行遊戲的，缺乏與他人互動的機會。在最近小遊戲的發展中也不再限於電腦和網路，現在大部分的電子產品都會提供小遊戲供人打發時間，例如手機遊戲、數位音訊播放器(俗稱MP3)及、電子辭典等等，不過會有無法增減遊戲或是需要額外購買才能取得遊戲的狀況。
而有些小遊戲是被設計成訓練使用者來習慣產品的使用方法，例如某電繪板公司提供電流急急棒的小遊戲幫助使用者來習慣電繪板的操作方法。
在有些大型的遊戲之中，例如角色扮演類的遊戲，可能在遊戲之中內建多個小遊戲。例如最終幻想中的小遊戲。